# Villa romaine de Pla de Palol
La villa romaine de Pla de Palol (ou villa romaine de Platja Artigues) est un site archéologique de la Rome antique situé dans la commune de Castell d'Aro, Platja d'Aro et S'Agaró (comarque de Baix Empordà), dans la province de Gérone en Catalogne,.
La villa romaine fait face à la plage de Cala Rovira. La partie sauvegardée de la villa a été largement fouillée, l'ensemble est devenu un parc archéologique de premier ordre. Le nom Palol vient du diminutif latin palatiulum qui signifie petit Palatin, du nom d'une des sept collines de Rome, où se trouvait le palais impérial. La référence au Palatin romain est une indication de l'importance et du luxe de cette ancienne villa.

## Archéologie
Les premières recherches ont été effectuées au XIXe siècle par Josep Pella i Forgas (ca) où il a identifié une rangée de pierres taillées au milieu de la route et a donné une description des vestiges du patrimoine connu sous le nom de Senya dels Moros. 

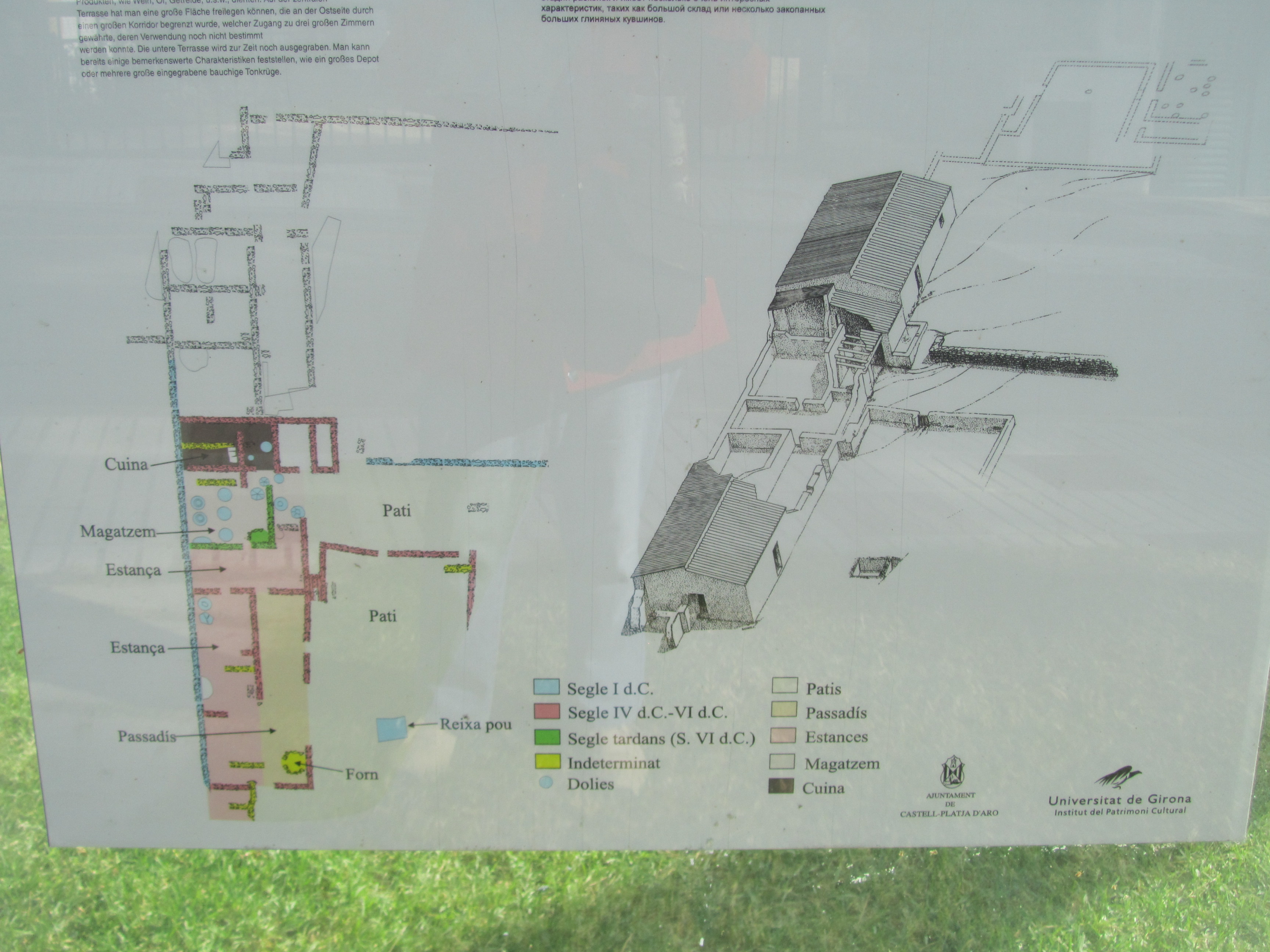
Plan de la villa de Pla de Palol.

À la fin de l'été 1955, on découvre des vestiges archéologiques à proximité du mas d'Artigues lors de travaux. Les archéologues n'ont pas pu arrêter la destruction des ruines, où furent alors construits l'hôtel Xaloc et les appartements Caleta Palace et Palatio Maris. Malgré tout, en 1959 un complexe thermal fut localisé, ce qui permit heureusement de modifier le projet de construction d'une maison sur une série de piliers et de voûtes qui n'endommagent pas l'ensemble et garantissent sa préservation.
En 1988, une fouille d'urgence a documenté une zone de cour devant le complexe thermal, et au cours des années 1988 et 1999, la fouille d'extension de la zone protégée a été réalisée, laissant les vestiges découverts ouverts aux visiteurs. Les travaux ont permis de connaître l'évolution historique de ce grand chantier (environ 10 000 m2 dont une partie importante correspondrait à des cours et des espaces non bâtis). Cela a permis de documenter plusieurs phases de construction, qui impliquent une longue survie, qui depuis la basse ère républicaine jusqu'au VIe siècle. La nourriture et le vin étaient stockés dans de grandes jarres en céramique appelées en latin dolium, leur profondeur était d'environ un mètre. Les Romains au IIe siècle, ils partirent pour Empúries et revinrent au IIIe siècle.
Un poinçon métallique en relief avec le nom Porcianus a été retrouvé destiné au gravage des amphores de vin. Aucune amphore gravée portant ce nom n'a encore été trouvée.

## Galerie

Site archéologique
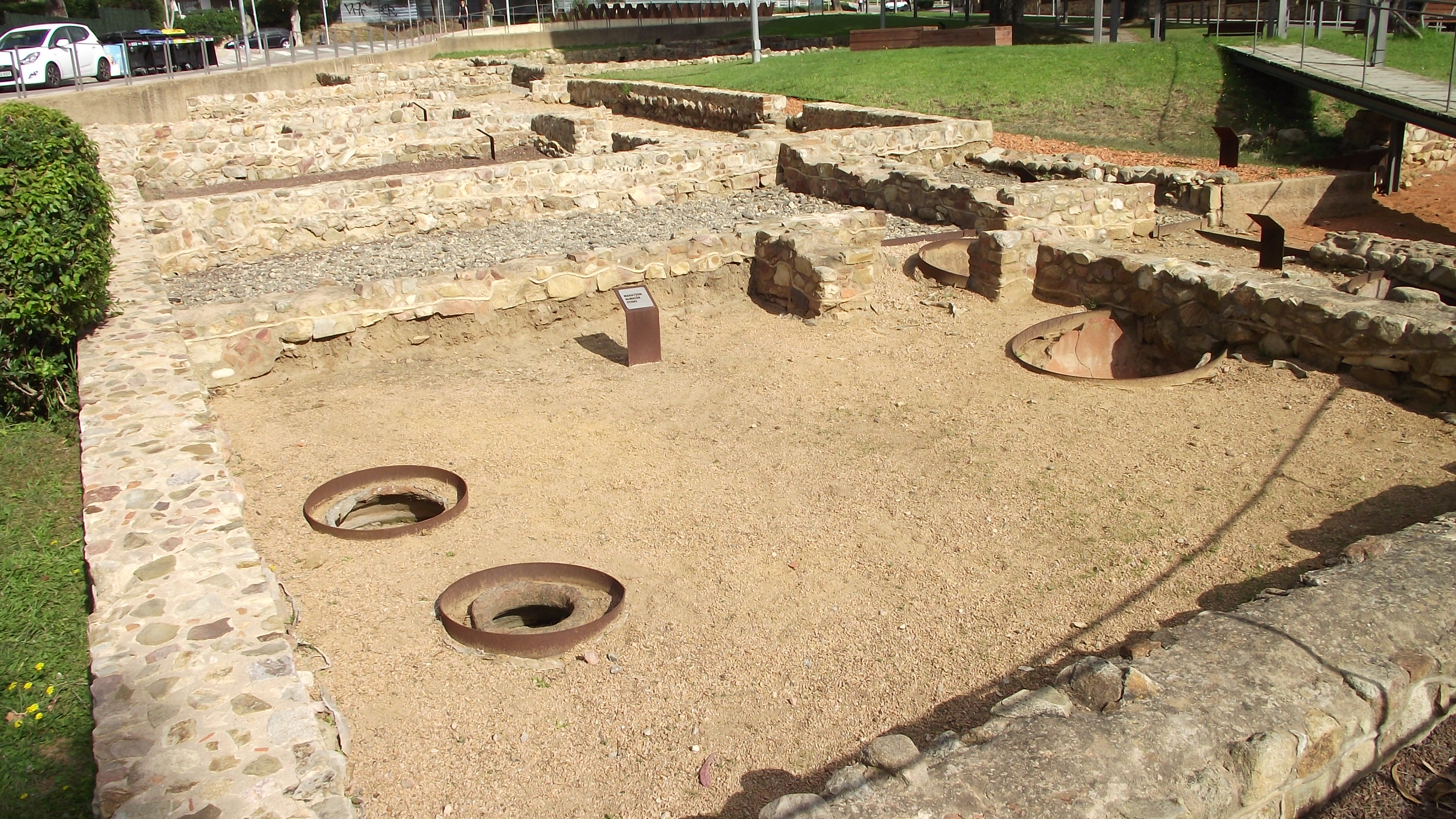
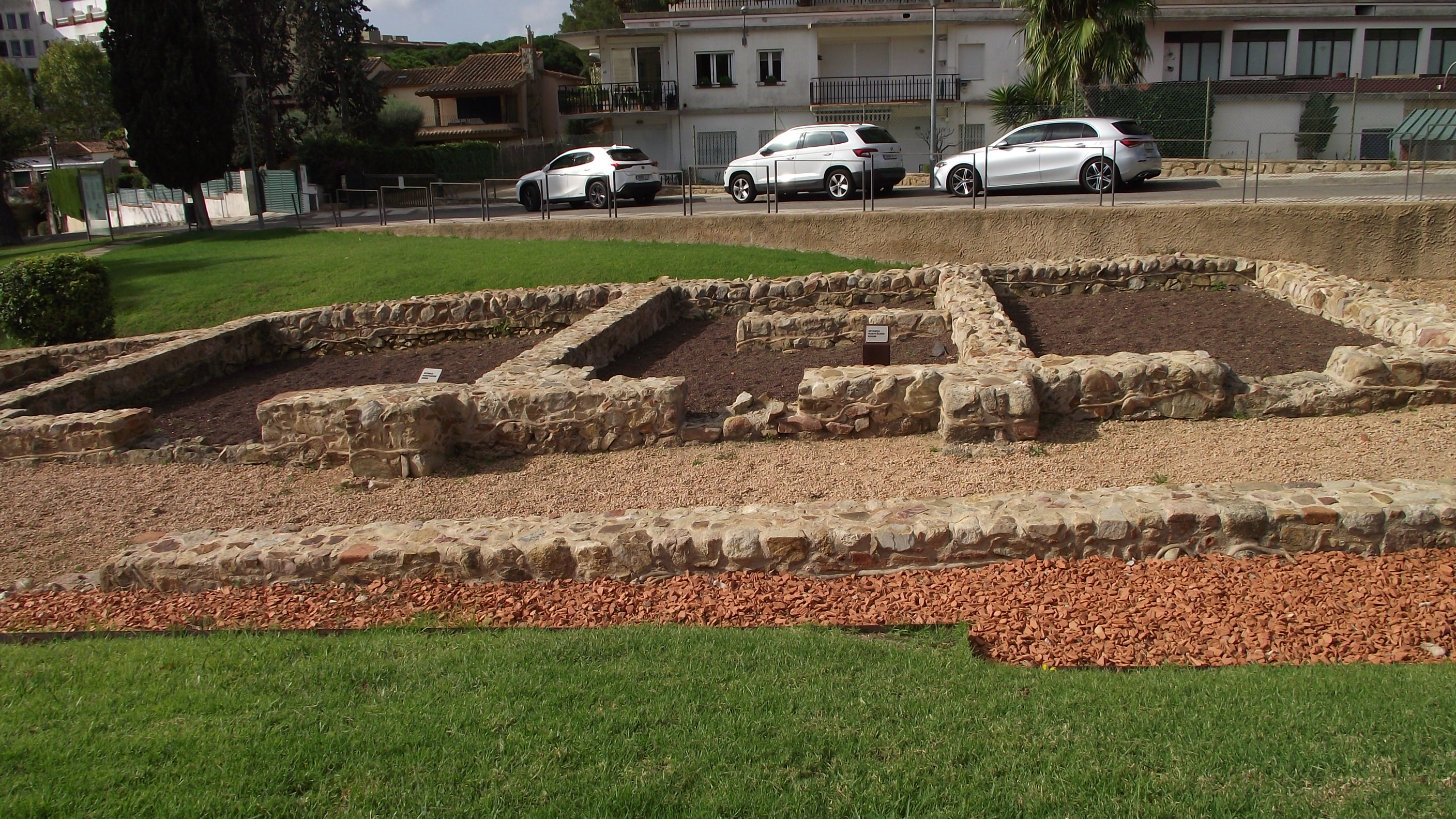